# TeamViewer
TeamViewer è un software per l'accesso e il controllo remoto del computer, che consente la manutenzione del computer e altri dispositivi. È stato introdotto per la prima volta nel 2012 e le sue funzionalità sono state ampliate mano a mano. TeamViewer è un software brevettato, ma non richiede registrazione ed è gratuito per uso non commerciale. È stato installato su oltre due miliardi di dispositivi. TeamViewer è il prodotto principale dello sviluppatore TeamViewer SE.

## Funzionalità
Le funzionalità di TeamViewer variano a seconda del dispositivo e della variante o versione del software. Il cuore di TeamViewer è l'accesso remoto a computer e altri endpoint, nonché il loro controllo e la loro manutenzione. Una volta stabilita la connessione, lo schermo remoto è visibile all'utente dell'altro endpoint. Entrambi gli endpoint possono inviare e ricevere file nonché accedere, ad esempio, a una clipboard condivisa. Inoltre, alcune funzioni facilitano la collaborazione di gruppo, come la trasmissione di audio e video tramite telefonia IP.
Negli ultimi anni, le funzionalità del software sono state ottimizzate in particolare per l'utilizzo in grandi aziende. A questo scopo è stata sviluppata la variante aziendale TeamViewer Tensor. Con TeamViewer Pilot, TeamViewer vende un software per il supporto remoto con elementi di realtà aumentati. TeamViewer offre interfacce con altre applicazioni e servizi, ad esempio di Microsoft (Teams), Salesforce e ServiceNow. La soluzione è disponibile in quasi tutti i Paesi e supporta oltre 30 lingue.

## Sistemi operativi
TeamViewer è disponibile per tutti i computer desktop con i sistemi operativi più comuni, tra cui Microsoft Windows e Windows Server, nonché macOS di Apple. Esistono anche pacchetti per diverse distribuzioni e derivati di Linux, ad esempio Debian, Ubuntu, Red Hat, Fedora Linux e Raspberry Pi OS, quest'ultima una variante di Debian per il Raspberry Pi.
TeamViewer è disponibile anche per smartphone e tablet con sistema operativo Android o iOS/iPadOS di Apple. Il supporto per Windows Phone e Windows Mobile è stato gradualmente eliminato  o in seguito all'interruzione del supporto da parte di Microsoft per i due sistemi operativi.

## Licenza
Gli utenti privati che utilizzano TeamViewer per scopi non commerciali possono utilizzare il software gratuitamente. Per l'uso commerciale del software è necessario pagare una tariffa. Le aziende e gli altri clienti commerciali devono sottoscrivere un abbonamento.  Non è più possibile acquistare l'applicazione una singola volta, dal momento che si è passati da un modello di licenza a uno di abbonamento. I prezzi per l'utilizzo del software sono scalati in base al numero di utenti e al numero di sessioni contemporanee. Gli aggiornamenti vengono rilasciati mensilmente e sono inclusi per tutti gli utenti.

## Sicurezza
Le connessioni in entrata e in uscita sono ugualmente possibili tramite Internet o reti locali. Se lo si desidera, TeamViewer può essere eseguito come servizio di sistema di Windows, il che consente l'accesso non presidiato tramite TeamViewer. È disponibile anche una versione portatile del software che funziona completamente senza installazione, ad esempio tramite un supporto dati USB.
La connessione viene stabilita utilizzando ID e password univoci generati automaticamente. Prima di ogni connessione, i server di rete di TeamViewer verificano la validità degli ID di entrambi gli endpoint. La sicurezza è rafforzata dall'impronta digitale, che consente agli utenti di fornire un'ulteriore prova d'identità del dispositivo remoto. Le password sono protette dagli attacchi brute force, in particolare aumentando esponenzialmente il tempo di attesa tra i tentativi di connessione. TeamViewer offre ulteriori funzioni di sicurezza, come l'autenticazione a due fattori e le liste di blocco e di consenso.
Prima di stabilire una connessione, TeamViewer controlla innanzitutto la configurazione del dispositivo e della rete per rilevare le restrizioni imposte da firewall e altri sistemi di sicurezza. Di solito, è possibile stabilire una connessione TCP/UDP diretta e non è necessario aprire altre porte. In caso contrario, TeamViewer ricorre ad altri percorsi, come ad esempio un tunnel HTTP.
Indipendentemente dal tipo di connessione selezionato, i dati vengono trasferiti esclusivamente tramite canali sicuri. TeamViewer include la crittografia end-to-end basata su RSA (4096 bit) e AES (256 bit). Secondo il produttore, gli attacchi man-in-the-middle sono praticamente impossibili. Ciò è garantito dallo scambio firmato di due coppie di chiavi.

## Uso fraudolento
TeamViewer e servizi similari sono stati utilizzati per commettere frodi sotto forma di supporto tecnico. Le vittime sono state contattate telefonicamente da criminali spacciatisi per rappresentanti di un servizio di assistenza, talvolta usando il nome di Microsoft, al fine di risolvere una infezione virale nei loro computer. Hanno dunque chiesto alle vittime di poter accedere ai computer installando un software di condivisione del desktop a distanza, per poi abusarne. Un giornalista di Wired che investigava sul problema è stato vittima egli stesso della frode, con richiesta di installare TeamViewer.
A marzo 2016 il programma ransomware Surprise ha abusato di TeamViewer per infettare computer, mentre a giugno 2016 centinaia di utenti TeamViewer hanno dichiarato di esser stati vittima di accessi non autorizzati dalla Cina, vedendosi prosciugati i loro conti PayPal. Ogni utilizzo fraudolento può essere evitato semplicemente accertandosi dell'identità del proprio interlocutore, il quale avrà necessario bisogno dell'approvazione dell'utente per effettuare la connessione. Ogni sessione può essere inoltre monitorata, registrata ed interrotta in qualsiasi momento.